# Domagojevići
Domagojevići, hrvatska vladarska dinastija narodne krvi, koja je vladala Primorskom Hrvatskom u 9. stoljeću, u razdoblju između 864. i 892. godine, s kraćim prekidom. Ime je dobila po knezu Domagoju, koji došao na vlast 864. godine, nakon smrti kneza Trpimira, osnivača dinastije Trpimirovića.   
Domagojevići su bili orijentirani više na Rim, dok su Trpimirovići bili više orijentirani na Bizant.

## Povijest
Prema oskudnim izvorima iz tog doba, Domagojevići su podrijetlom s juga, s tadašnjeg neretvanskog područja, vladarska porodica s područja tadašnje južne Crvene Hrvatske. Sredinom 9. stoljeća imali su posjede na području Knina. Kada je 864. godine umro hrvatski knez Trpimir, trebao ga je na prijestolju naslijediti jedan od njegovih sinova, ali se umiješao Domagoj i nasilno preuzeo vlast. Vladao je je oko 12 godina, a kada je 876. umro, naslijedio ga je jedan od njegovih sinova, prema nekim izvorima imenom Iljko, prema drugima Inoslav (Rudolf Horvat u „Povijesti Hrvatske I.“). 
Godine 878. došlo je ponovno do državnog prevrata i umjesto Domagojevića na vlast, uz pomoć Bizanta, kratko vrijeme dolazi knez Zdeslav iz dinastije Trpimirovića. Ubrzo, već 879., Primorskom Hrvatskom opet vladaju Domagojevići, i to knez Branimir, koji ima podršku rimskog pape. Nije točno poznato Branimirovo podrijetlo, ali neki izvori navode da je bio ili Domagojev sin ili član njegove obitelji.   
Branimir je vladao Primorskom Hrvatskom sve do početka posljednjeg desetljeća 9. stoljeća, jer se već 892. godine na prijestolju pojavljuje Trpimirović Muncimir (ili Mucimir, Mutimir), što je ujedno značilo kraj međusobnog rivalstva dviju vladarskih kuća i konačni silazak ove dinastije s političke i društvene scene.
Vladavina Domagojevića značila je ne samo promjenu dinastije, nego i suštinsku promjenu političke i strateške orijentacije srednjovjekovne hrvatske države, te bila pokazatelj stanja odnosa snaga u njoj. Dok su se prvi Trpimirovići više oslanjali na Bizant, Domagojevići su bili orijentirani na Zapad, osobito na papu. U njihovo vrijeme Hrvatska je ojačala te učvrstila svoju samostalnost, kako u odnosu na Bizant, tako i u odnosu na franačku državu i Mlečane. 
Hrvatski vladari iz dinastije Domagojević bili su:
- Domagoj, vladao 864. – 876.
- Iljko, vladao 876. – 878. (zapravo, Domagojevi sinovi nepoznata imena)
- Branimir, vladao 879. – 892.

## Vanjske poveznice
- Domagojevići u „Povijesti hrvatskoga naroda“ Trpimira Macana, str. 24-26  Arhivirana inačica izvorne stranice od 19. svibnja 2012. (Wayback Machine)
- Domagojevići u „Povijesti Hrvatske“ Rudolfa Horvata